# Sophie Amalie Moth
Sophie Amalie Moth (28 de março de 1654 - 17 de janeiro de 1719), foi amante do rei Cristiano V da Dinamarca. Sofia deu-lhe cinco filhos. Seguindo a prática de seu pai e avô, deu aos seus filhos o nome de Gyldenløve. Os 5 filhos de Cristiano V com Sofia Amália foram:
- Cristiana, (1672 - 1689).
- Cristiano, (1674 - 1703).
- Sofia Cristiana, (1675 - morreu jovem).
- Ana Cristiana, (1676 - morreu jovem).
- Ulrico Cristiano, conde de Samsø (1678 - dezembro de 1719).

Sofia Amália foi feita condessa de Samsø em 1677.